# 阿什莉·金特尔
阿什莉·金特尔（英語：Ashleigh Gentle，1991年2月25日—），澳大利亚女子铁人三项运动员。她曾代表澳大利亚参加2018年英联邦运动会铁人三项比赛，获得一枚金牌。她也曾参加2016年和2020年夏季奥运会。